# بخش بوریهولم
بخش بوریهولم (به سوئدی: Borgholms kommun) یک ناحیه شهری در سوئد است که در شهرستان کالمار واقع شده‌است.

## خواهرخوانده
شهرهای راک‌فورد، ایلینوی، وبا، لهستان، زلنوگرادسک و Korsnäs خواهرخوانده‌های بخش بوریهولم هستند.